# Miss United States Teen
Miss United States Teen is een missverkiezing in de Verenigde Staten voor meisjes van vijftien tot negentien jaar die sinds 1992 jaarlijks wordt gehouden. Het is de zusterverkiezing van Miss United States
die voor jongedames van 19 tot 28 jaar is.

## Winnaressen

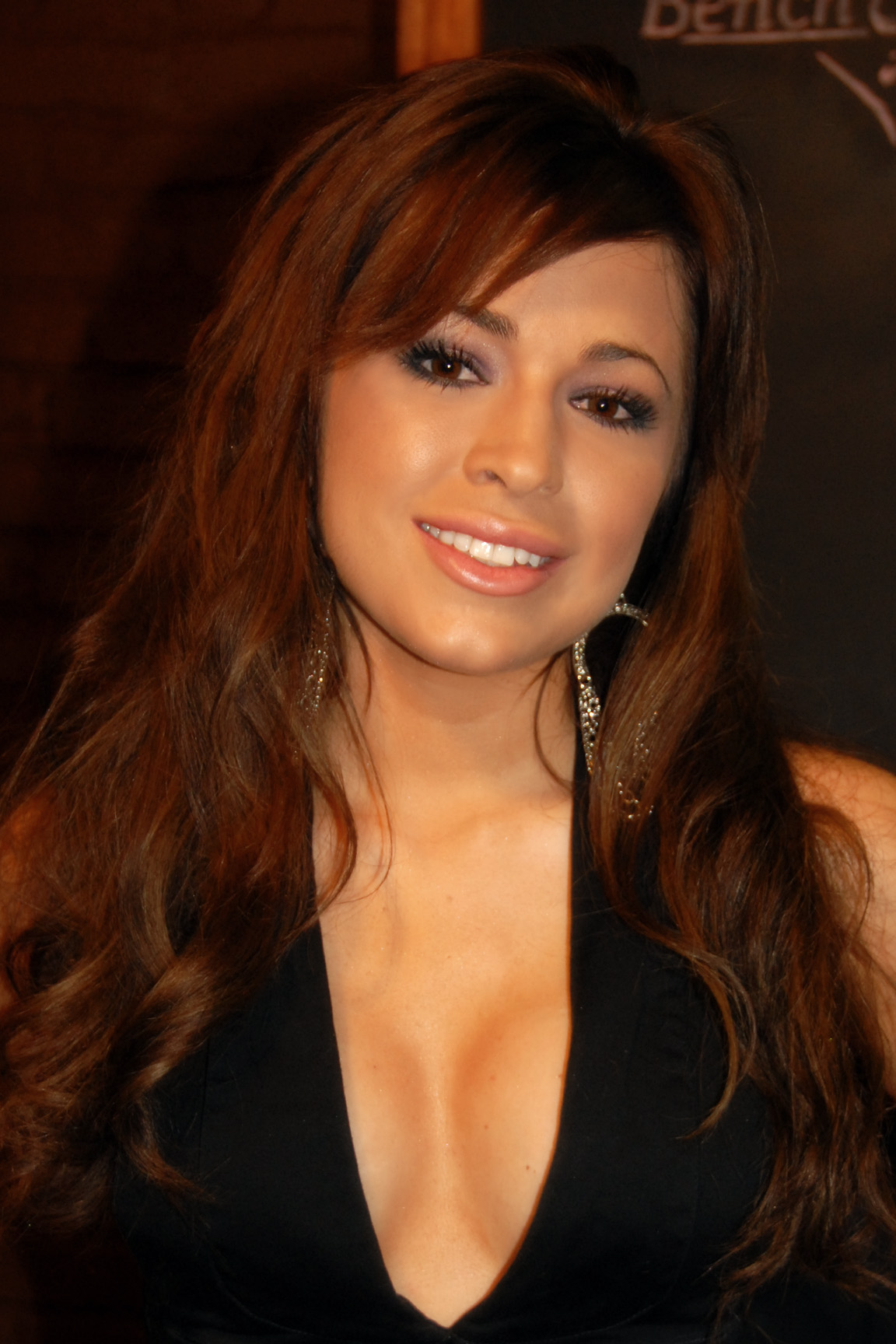
Kari Ann Peniche anno 2009.

| Jaar | Winnares         | Staat          | Andere titels                                                                |
| ---- | ---------------- | -------------- | ---------------------------------------------------------------------------- |
| 2007 | Emily Wilson     | North Carolina |                                                                              |
| 2006 | Hayley Swindell  | Texas          |                                                                              |
| 2005 | Elizabeth Carty  | North Carolina | Miss North Carolina Teen USA 2004                                            |
| 2004 | Candace Huggins  | North Carolina |                                                                              |
| 2003 | Nathalie Knox    | North Carolina |                                                                              |
| 2003 | Kari Ann Peniche | Oregon         | Miss Oregon Teen USA 2002                                                    |
| 2002 | Trinity Wright   | Kansas         | Miss United States 2004                                                      |
| 2001 | Chelsea Cooley   | Delaware       | Miss North Carolina Teen USA 2000 Miss North Carolina USA 2005 Miss USA 2005 |
| 2000 | Starla Smith     | Alabama        | Miss Alabama Teen USA 1999                                                   |
| 1999 | Jill Nicholson   | South Carolina |                                                                              |
| 1998 | Carrie Stroup    | North Carolina | Miss United States World 2001                                                |
| 1997 | Melissa Quesada  | Florida        | Miss Florida USA 1999                                                        |
| 1996 | Anetta Burnetti  |                |                                                                              |
| 1995 | Katy Johnson     | Vermont        | Miss Oktoberfest 1998 Miss Vermont 1999 Miss Vermont USA 2001                |
| 1994 | Courtney Clark   |                |                                                                              |
| 1993 | Kristi Sheffield |                |                                                                              |
| 1992 | Tara Killian     | South Carolina |                                                                              |